# Ітамар Голан
Ітамар Голан (івр. איתמר גולן; нар. 3 серпня 1970, Вільнюс, Литовська РСР) — ізраїльський піаніст.

## Біографія
Ітамар Голан репатріювався зі своїми батьками в Ізраїль, коли йому був один рік. Він вивчав музику у Лари Водовоз і Емануїла Красовського.
У 1985–1989 роках Ітамар Голан продовжує своє навчання в США в Консерваторії Нової Англії, де йому викладають Леонард Шур та Патрісія Занда. Він також вивчає музику у Хаїма Тауба.
Голан починає свою кар'єру як піаніст в США та Ізраїлі. Він стає відомим, його порівнюють з такими віртуозами гри, як скрипаль Максим Венгеров, Міша Майський та ін. Його регулярно запрошують найреспектабельніші концертні зали та музичні фестивалі — Фестиваль в Равенні, Фестиваль в Чикаго, Музичний фестиваль в Тенглвуді, Фестиваль в Зальцбургу, Міжнародний фестиваль в Едінбурзі та інші. Він також грає з Ізраїльським філармонічним оркестром, Берлінським філармонічним оркестром під управлінням диригента Зубіна Мети.
У 1991-94 роках Голан викладав в Мангеттенській школі музики. У даний час він професор, викладає в Паризькій консерваторії.